# Балкан Българска Телевизия
Балкан Българска Телевизия (накратко ББТ) е бивш български телевизионен канал.
Каналът стартира на 3 март 2003 на мястото на Демо ТВ. Започва излъчване като политематичен канал с национално покритие по кабел и сателит. От октомври 2007 каналът е с нова програмна схема като информационно-аналитична телевизия с кратки новини на всеки час, анализи, коментари и публицистични предавания. На 22 септември 2008 телевизията сменя графичната си опаковка като изцяло новинарски канал. На 7 декември 2009 каналът отново променя програмния си формат, като този път се ориентира към дамската аудитория. От 18 януари 2011 г. телевизията започва ефирно аналогово излъчване в цялата страна на честотите, освободени от PRO.BG, до създаването на bTV Action. През 2012 г. ББТ е закупена от TV7. От 1 март 2013 каналът се излъчва ефирно цифрово в национален мултиплекс 2. Телевизията спира излъчване на 7 март 2013, а на неговите честоти излъчва новинарският канал News7.

## Предавания
- Сутрин с BBT
- Добро утро, България
- Информационно утро
- Телеутро
- Чай или кафе
- Национална гвардия
- На всеки час
- Разговорът
- Времена и нрави
- Здравен лабиринт
- Въпроси и отговори
- Говори Брюксел
- Събитията утре
- Светът и ние с Георги Папакочев
- Архитектурен магазин
- Туризъм тренд
- На среща с Ива
- Неделен лабиринт
- Криво огледало
- По женски
- Така го правят жените
- Откровено с Ели
- 15 минути
- Пресечни точки
- Разследване
- Спортното по BBT
- Репортажът
- Градски забивки
- Приказки от Холивуд
- Българската музика
- Професия турист
- Мистерии и факти
- Частна прожекция
- Европейски пари за българското сели
- Prosche Supercup
- Дрескод
- Фейсконтрол
- Красота и сила
- Звезден прах
- Кънтри с Лили
- Смяна на местата
- Дела срещу думи
- Гледай към звездите
- Черно и бяло
- Светът днес
- Арена
- Нюзрум
- Лицата
- Сървайвър
- Жорж в действие
- Бизнес компас
- Час преди 12
- Мист
- Очевидец
- Забранено за мъже
- На доктор
- Шах и мат
- Снима се във облачно
- Avantage
- Арена спорт
- Без упойка
- Вторник вечер
- Мотоавангард
- Срещи с Ева
- Кариера
- Рали свят
- Футболмания
- С вас е Васа
- Секс игри, Ах!
- Новите идоли
- Да бием тъпана
- Актуално
- На върха
- Оттук нататък
- Фолклорно пътешествие
- След седмия ден
- Астрология за всички
- Не се сърди човече
- 55 минути с Кембъла
- Говорилния с Кембъла
- Музикално изкушение
- Класация
- Антикласация
- Градът
- Ще се случи ли
- Следобеден чай
- Шоуто на Маските
- С Марияна
- Събитието на седмицата
- Науката Х
- Реплики
- Клуб Лукс
- Перфектна памет